# Шафтсбері (Вермонт)
Шафтсбері (англ. Shaftsbury) — місто (англ. town) в США, в окрузі Беннінґтон штату Вермонт. Населення — 3598 осіб (2020).

## Демографія
Згідно з переписом 2010 року, у місті мешкало 3590 осіб у 1508 домогосподарствах у складі 1045 родин. Було 1676 помешкань
Расовий склад населення:
| - 96,9 % — білих - 0,6 % — азіатів - 0,4 % — чорних або афроамериканців - 0,1 % — корінних американців |

До двох чи більше рас належало 1,6 %. Частка іспаномовних становила 1,1 % від усіх жителів.
За віковим діапазоном населення розподілялося таким чином: 20,7 % — особи молодші 18 років, 62,5 % — особи у віці 18—64 років, 16,8 % — особи у віці 65 років та старші. Медіана віку мешканця становила 46,4 року. На 100 осіб жіночої статі у місті припадало 97,9 чоловіків;  на 100 жінок у віці від 18 років та старших — 95,0 чоловіків також старших 18 років.
Середній дохід на одне домашнє господарство  становив 78 142 долари США (медіана — 65 164), а середній дохід на одну сім'ю — 90 479 доларів (медіана — 73 750). Медіана доходів становила 44 476 доларів для чоловіків та 42 683 долари для жінок. За межею бідності перебувало 10,7 % осіб, у тому числі 24,1 % дітей у віці до 18 років та 1,2 % осіб у віці 65 років та старших.
Цивільне працевлаштоване населення становило 1656 осіб. Основні галузі зайнятості: освіта, охорона здоров'я та соціальна допомога — 30,0 %, виробництво — 15,0 %, роздрібна торгівля — 11,6 %, мистецтво, розваги та відпочинок — 9,8 %.